# Morro Vicent
El Morro Vicent és una muntanya de 268 metres que es troba al municipi de la Granja d'Escarp, a la comarca catalana del Segrià.